# Liechtensteinische Badminton-Juniorenmeisterschaft
Liechtensteinische Badminton-Juniorenmeisterschaften wurden von 1986 bis 1995 jährlich ausgetragen.

## Die Titelträger U19 (U18)
| Saison    | Herreneinzel      | Dameneinzel         | Herrendoppel                  | Damendoppel       | Mixed             |                   |
| --------- | ----------------- | ------------------- | ----------------------------- | ----------------- | ----------------- | ----------------- |
| 1986      | Guenther Schadler | nicht ausgetragen   | Markus Hilti Alex Quaderer    | nicht ausgetragen | nicht ausgetragen | nicht ausgetragen |
| 1987      | Peter Kaiser      | nicht ausgetragen   | nicht ausgetragen             | nicht ausgetragen | nicht ausgetragen | nicht ausgetragen |
| 1988      | Simon Bieri       | nicht ausgetragen   | Peter Hilti Philipp Vogt      | nicht ausgetragen | nicht ausgetragen | nicht ausgetragen |
| 1989      | Thomas Meier      | nicht ausgetragen   | nicht ausgetragen             | nicht ausgetragen | nicht ausgetragen | nicht ausgetragen |
| 1990      | nicht ausgetragen | Nadine Velten       | nicht ausgetragen             | nicht ausgetragen | nicht ausgetragen | nicht ausgetragen |
| 1991      | nicht ausgetragen | nicht ausgetragen   | nicht ausgetragen             | nicht ausgetragen | nicht ausgetragen | nicht ausgetragen |
| 1992      | Marius Vogt       | nicht ausgetragen   | nicht ausgetragen             | nicht ausgetragen | nicht ausgetragen | nicht ausgetragen |
| 1993      | Heinz Duenser     | Claudia Sigron      | nicht ausgetragen             | nicht ausgetragen | nicht ausgetragen | nicht ausgetragen |
| 1994      | Zeno John         | Ilona Fischer       | Zeno John Björn Andreoli      | nicht ausgetragen | nicht ausgetragen | nicht ausgetragen |
| 1995      | Björn Andreoli    | Claudia Sigron      | nicht ausgetragen             | nicht ausgetragen | nicht ausgetragen | nicht ausgetragen |
| 1996 2022 | nicht ausgetragen | nicht ausgetragen   | nicht ausgetragen             | nicht ausgetragen | nicht ausgetragen |                   |
| 2023      | Daniel Fischer    | nicht vergeben      | Daniel Fischer Johannes Lucke | nicht ausgetragen | nicht ausgetragen |                   |
| 2024      | Daniel Fischer    | Anna-Luise Rinderer | Daniel Fischer Johannes Lucke | nicht ausgetragen | nicht ausgetragen |                   |